# Finca de La Higueruela
La finca experimental La Higueruela està situada a Santa Olalla (Toledo) a la carretera Nacional V km 80. Pertany des de 1972 al centre de Ciències Mediambientals del CSIC. Té una extensió de 90 hectàrees. Compta amb 7 hectàrees d'oliveres, 4 hectàrees de vinya i una plantació experimental de pistatxos. L'inici dels treballs experimentals és l'any 1973.

## Treballs de recerca científica que realitza
- Investigacions dirigides a una gestió integrada de sistemes agraris representatius de zones semiàrides.
- Erosió del sòl
- Descontaminació d'aigües
- Aprofitament agrícola de residus agrícoles i urbans
- Estudi de processos de degradació de sòls en ecosistemes d'ambients mediterranis.
- Conreus alternatius en zones semiàrides.
- Ús de diferents fonts naturals de matèria orgànica.
- Agricultura de conservació en cultius herbacis i llenyosos.
- Agricultura ecològica en ambients semiàrids.
- Estudis de la flora i fauna com marcadors biològics de qualitat i de canvi climàtic.
- Climatologia, incloent la fenologia.